# Герб лондонського району Кемден
Герб лондонського району Кемден був наданий 10 вересня 1965 року. Район був утворений шляхом злиття трьох колишніх районів, а саме столичного округу Гемпстед, столичного округу Холборн і столичного округу Сент-Панкрас, елементи герба яких були використані в гербі нового району.

## Герб
Герб лондонського району Кемден описується так: у срібному полі на червоному хресті золота митра, у чорній главі три есрібні мушлі. Червоний хрест на срібному полі — це хрест Святого Георгія, який був присутній на гербі Голборна і символізує святого покровителя двох тамтешніх парафіяльних церков, а саме Святого Георгія Мученика, Голборн і Святого Георгія, Блумсбері. Золота митра, як і на гербі Хемпстеда, належить до Вестмінстерського абатства, яке утримувало маєток Гемпстед протягом шести століть до 1539 року. Чорна глава із трьома срібними мушлями зображено на гербі Холборна, а мушлі також присутні на гербі святого Панкраса; глава і мушлі зрештою походять від герба родини Расселів, герцогів Бедфордських, які володіють маєтком Бедфорд, великим маєтком у Блумсбері та його околицях, тепер значно зменшеного розміру.

## Клейнод
Клейнод: із мурованої корони виходить чорний півслон із золотим озброєнням озброєного і падубовим вінком із плодами на шиї. Настінна корона є загальним геральдичним символом для місцевих муніципальних органів влади, і в цих гербах вона також є нагадуванням про те, що Кемден прилягає до старої міської стіни лондонського Сіті. Слон взято з герба родини Праттів, оскільки місто Кемден названо на честь Чарльза Пратта, 1-го графа Кемдена (1713—1794), батька Джона Пратта, 1-го маркіза Кемдена (1759—1840). Слон також присутній на гербі Святого Панкраса, але вінок із падуба навколо його шиї на гербі округу Кемден узятий з герба Гемпстеда, який також узятий з печатки ризниці в Хемпстед.

## Щитотримачі
Щиторимачами є золоті з червоним озброєннями лев зправа і грифон зліва, кожен із нашийником, правий червоний, обтяжений трьома чорними зірками, лівий — червоно-червоний, обтяжений трьома золотими зріками. На обох нашийниках фонтан. Щиторимачі походять від філій Лінкольнз Інн і Ґрейз Інн, обидві розташовані в районі Боро; лев походить від родини Де Лейсі, графів Лінкольнів, чий лондонський таунхаус був Лінкольнз Інном, тоді як грифон означає Ґрейз Інн, колишній міський будинок родини Ґреїв. Обидва щитотримачів відрізняються нашийником, на якому зображено три зірки та з якого звисає геральдичний фонтан (який має бути зображений належним чином, тобто у звичайному срібному та блакитному кольорах, оскільки в гербі для них не вказано інших відтінків). Три зірки на кожному комірі символізують три райони, об'єднані в Кемден, тоді як їх загальна кількість, шість, представляє кількість старих парафій у Кемдені. Фонтани відображають назву Холборна, спочатку «старий борн» (потік) або, можливо, символізують канали та водні шляхи району.

## Девіз
Девіз NON SIBI SED TOTI латиною означає «Не для себе, а для всіх» і раніше використовувався Холборном.

## Галерея

Герб Гемпстеда
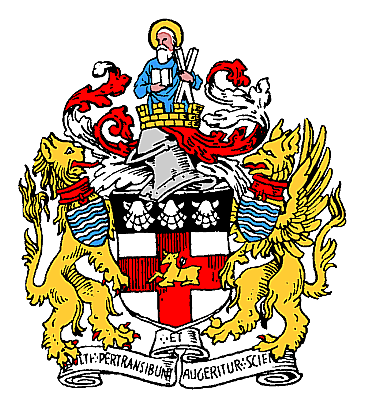
Герб Холборна